# Bian (Familienname)
Bian  ist ein chinesischer Familienname. Die Transkription steht u. a. für folgende chinesischen Schriftzeichen:
- 卞
- 邊 / 边

Die Transkription nach dem System Wade-Giles ist Pien.

## Namensträger卞
- Bian Ka (* 1993), chinesische Kugelstoßerin
- Bian Lan (* 1986), chinesische Basketballspielerin
- Bian Zhilin (卞之琳,  Biàn Zhīlín,  Pien Chih-lin) (1910–2000), chinesischer Dichter, Übersetzer und Literaturforscher

## Namensträger邊/边
- Bian Hongmin (* 1989), chinesischer Volleyballspieler
- Bian Jingzhao (邊景昭 / 边景昭,  Biān Jǐngzhāo), chinesischer Maler der frühen Ming-Dynastie
- Bian Shao (边韶,  Biān Sháo), Gelehrter der Östlichen Han-Dynastie, verstand sich auf Literatur
- Bian Shoumin (边寿民) (1684–1752), chinesischer Maler

## Weitere Namensträger
- Bian Que, chinesischer Mediziner
- Bian Tongda (* 1991), chinesischer Leichtathlet
- Bian Wenyou (* 1985), chinesischer Skilangläufer